# New Gold Dream (81-82-83-84) (nummer)
"New Gold Dream (81-82-83-84)" is een nummer van de Schotse band Simple Minds. Het nummer verscheen op hun gelijknamige album uit 1982.

## Achtergrond
"New Gold Dream (81-82-83-84)" is geschreven door alle toenmalige officiële bandleden; zanger Jim Kerr, gitarist Charlie Burchill, basgitarist Mick MacNeil en toetsenist Derek Forbes. De voormalige drummer van de band, Kenny Hyslop, verliet de groep kort na de opnames van de leadsingle van het album, "Promised You a Miracle". Hij werd vervangen door Mike Ogletree, die op een aantal nummers op het album de drums bespeelde en in dit nummer de drumbeat bedacht. Desondanks vond hij dat hij "te langzaam" was in de studio en degradeerde zichzelf naar de rol van percussionist. Hierop bracht producer Peter Walsh zijn goede vriend Mel Gaynor in de band, die, met tussenpozen, tot 2016 actief was als drummer in de groep.
"New Gold Dream (81-82-83-84)" is het laatste nummer van het album dat werd afgerond. Kerr herinnerde zich over deze opname: "Het was de bedoeling dat ik het op een vrijdag zou zingen, maar ik had tijd tekort. Het kan erg fragiel aanvoelen wanneer je naar de microfoon loopt en niet overtuigd bent van je idee. Ik speelde het in een soundcheck op een Zweeds festival die zondag, ging terug naar het hotel, en overtuigde mezelf om het af te ronden." Tevens voegde hij de regel "81-82-83-84" toe aan het nummer, wat verwijst naar de jaartallen 1981 tot en met 1984 en erop duidt dat deze tijd toebehoorde aan de Simple Minds. Hij vertelde hierover: "Het kan wel eens tijdens een van die geweldige soundchecks geweest zijn, echt glorieus, en ik ging waarschijnlijk weg met een gevoel van, 'Dit is geweldig, en ik ga het schrijven alsof het geweldig is'. Dit is waar we nu zijn, dit is waar we zijn geweest, en waar we naartoe gaan."
Hoewel "New Gold Dream (81-82-83-84)" nooit op single is uitgebracht, werd het wel een populair nummer van de Simple Minds. Het nummer werd in Nederland destijds regelmatig gedraaid op Hilversum 3. Tevens verscheen het album nummer in Nederland in december 2018 voor het eerst in de jaarlijkse NPO Radio 2 Top 2000 van de Nederlandse publieke radiozender NPO Radio 2 op een 1208e positie.
Het nummer is meerdere malen gesampled, waaronder door Utah Saints in hun gelijknamige nummer, The Kleptones in "Destiny & Tenacity" en U.S.U.R.A. in "Open Your Mind (U.S.U.R.A.)".

## NPO Radio 2 Top 2000
| Nummer met noteringen in de NPO Radio 2 Top 2000 | '18  | '19  | '20 | '21 | '22 | '23 | '24 |
| ------------------------------------------------ | ---- | ---- | --- | --- | --- | --- | --- |
| New Gold Dream (81-82-83-84)                     | 1208 | 1020 | 953 | 919 | 877 | 794 | 664 |

1. ↑  Een vetgedrukt getal geeft de hoogste notering aan.
2. ↑  2018 was het eerste jaar met een notering voor dit nummer.